# 普拉纳尔图阿莱格里
普拉纳尔图阿莱格里是巴西圣卡塔琳娜州的一个市镇。总面积62.632平方公里，总人口2639人，人口密度42.1人/平方公里。